# There Is Nothing Left to Lose
A There Is Nothing Left to Lose a Foo Fighters 1999-ben megjelent harmadik stúdióalbuma.

## Az album dalai
| 1.    | Stacked Actors    | 4:17 |
| 2.    | Breakout          | 3:21 |
| 3.    | Learn to Fly      | 3:58 |
| 4.    | Gimme Stitches    | 3:42 |
| 5.    | Generator         | 3:48 |
| 6.    | Aurora            | 5:48 |
| 7.    | Line-In Skin      | 3:52 |
| 8.    | Next Year         | 4:37 |
| 9.    | Headwires         | 4:37 |
| 10.   | Ain't It the Life | 4:15 |
| 11.   | M.I.A.            | 4:03 |
| 46:20 |                   |      |

## Közreműködők

### Foo Fighters
- Dave Grohl – ének, gitár, dobok, perkusszió, mellotron a "Next Year" c. számban
- Nate Mendel – basszusgitár
- Taylor Hawkins – dobok, perkusszió

## Helyezések

### Listák
| Lista (1999)                                  | Helyezés |
| --------------------------------------------- | -------- |
| Ausztrália (ARIA Top 50 Albums)               | 5        |
| Ausztria (Ö3 Austria Top 40)                  | 34       |
| Belgium (Ultratop Flandria)                   | 46       |
| Kanada (Billboard Canadian Albums Chart)      | 4        |
| Finnország (Musiikkituottajat Albumit Top 50) | 25       |
| Franciaország (SNEP Album Top 100)            | 62       |
| Németország (Media Control Top 100 Album)     | 23       |
| Írország                                      | 49       |
| Olaszország (FIMI Album Top 20)               | 67       |
| Hollandia (Dutch Charts Album Top 100)        | 59       |
| Új-Zéland (Recorded Music NZ Top 40 Albums)   | 12       |
| Norvégia (VG-lista Album Top 40)              | 8        |
| Svédország (Sverigetopplistan Top 60 Albums)  | 7        |
| Egyesült Királyság (UK Albums Chart)          | 8 / 10   |
| USA Billboard 200                             | 10       |

### Eladási minősítések
| Ország           | Minősítés  |
| ---------------- | ---------- |
| Ausztrália       | 2x platina |
| Kanada           | platina    |
| UK               | arany      |
| Egyesült Államok | platina    |

### Kislemez-listák
| Év   | Kislemez       | Helyezés | Helyezés | Helyezés | Helyezés | Helyezés | Helyezés | Helyezés | Helyezés | Helyezés | Helyezés | Helyezés | Helyezés | Minősítés                 |
| Év   | Kislemez       | US       | US Air   | US Alt   | US Main  | US Adult | AUS      | CAN      | CAN Alt  | NLD      | NZ       | SWE      | UK       | Minősítés                 |
| ---- | -------------- | -------- | -------- | -------- | -------- | -------- | -------- | -------- | -------- | -------- | -------- | -------- | -------- | ------------------------- |
| 1999 | Learn to Fly   | 19       | 13       | 1        | 2        | 15       | 36       | 13       | 1        | 72       | 23       | 52       | 21       | - RIAA: arany - MC: arany |
| 2000 | Stacked Actors | —        | —        | 25       | 9        | —        | 82       | —        | —        | —        | —        | —        | —        |                           |
| 2000 | Generator      | —        | —        | —        | —        | —        | 31       | —        | —        | —        | —        | —        | 151      |                           |
| 2000 | Breakout       | —        | —        | 8        | 11       | —        | 59       | —        | 15       | 48       | —        | —        | 29       |                           |
| 2000 | Next Year      | —        | —        | 17       | —        | 40       | 85       | —        | 12       | 92       | —        | —        | 42       |                           |

## Külső hivatkozások
- A Foo Fighters hivatalos oldala

## Fordítás
- Ez a szócikk részben vagy egészben a There Is Nothing Left to Lose című angol Wikipédia-szócikk fordításán alapul.  Az eredeti cikk szerkesztőit annak laptörténete sorolja fel. Ez a jelzés csupán a megfogalmazás eredetét és a szerzői jogokat jelzi, nem szolgál a cikkben szereplő információk forrásmegjelöléseként.